# Mark Noll

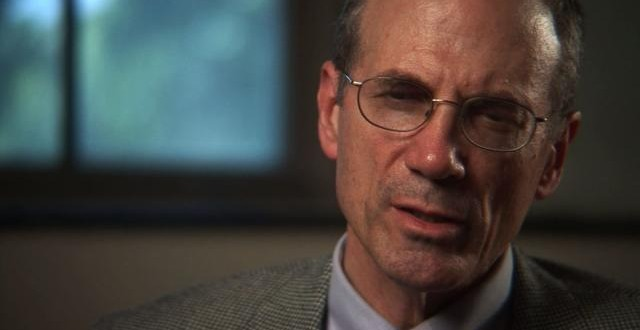
Mark Noll

Mark Allan Noll (* 18. Juli 1946 in Iowa City, Iowa, USA) ist ein US-amerikanischer Kirchenhistoriker, der als Hochschullehrer am Wheaton College (Illinois) und an der University of Notre Dame in South Bend (Indiana) lehrte. Er ist zudem Buchautor, Herausgeber, Institutsgründer und zählt zu den einflussreichsten Evangelikalen der USA.

## Leben und Wirken
Noll studierte am Wheaton College englische Sprache und schloss 1968 mit einem Bachelor ab. Danach studierte er zusätzlich Vergleichende Literaturwissenschaft und Deutsch an der University of Iowa, wo er 1970 einen Masterabschluss erhielt. Seine Studien in Geschichte an der Trinity Evangelical Divinity School in Deerfield (Illinois) und an der Vanderbilt-Universität in Nashville (Tennessee) schloss er 1972 und 1975 mit je einem Master in Geschichte des Christentums ab.
Von 1978 bis 2006 lehrte Noll 27 Jahre Geschichte und Theologie am evangelikalen Wheaton College. Zuletzt hatte er die McManis-Professur für Christliches Denken inne. Mit Nathan Hatch gründete er um 1993 in Wheaton das Institute for the Study of American Evangelicals (deutsch: Institut zur Erforschung der amerikanischen Evangelikalen). 1994 war er Mitunterzeichner eines ökumenischen Dokuments, das Katholiken und Evangelikale in den USA zu größerer Kooperation aufforderte.
Noll wurde 2006 Geschichtsprofessor des Francis A. McAnaney-Lehrstuhls an der katholischen Universität Notre Dame in South Bend (Indiana), wo er den emeritierten Historiker George M. Marsden ersetzte. Als Gastlehrer wirkte er auch am Regent College in Vancouver, in Chicago und an der Harvard Divinity School.
Er war im Vorstand bei Books & Culture und Christian History, Mitherausgeber der Library of Religious Biography (deutsch: Reihe Religiöse Biographien) bei Eerdmans und Präsident der American Society of Church History (Amerikanische Gesellschaft für Kirchengeschichte).

## Forschungsgebiete und Publikationen
Noll hat sich als Kirchenhistoriker auf die Reformation, den Puritanismus, den Evangelikalismus und die Religion und Geistesgeschichte Amerikas spezialisiert. Er hat über diese Gebiete gelehrt und auch über vierzig Werke publiziert. Mit seinem Buch The Scandal of the Evangelical Mind, das erstmals 1994 bei Eerdmans in Grand Rapids erschien und in dem er die Oberflächlichkeit vieler Evangelikaler kritisierte, wurde er einem breiteren christlichen und säkularen Publikum bekannt.

## Ehrungen
- 2004 Mitglied der American Academy of Arts and Sciences.[7]
- 2005 vom Time Magazine zu den 25 einflussreichsten Evangelikalen der USA ausgewählt.
- 2006 die National Humanities Medal durch George W. Bush im Weißen Haus erhalten.[8]

## Familie
Noll ist verheiratet mit Maggie. Sie wohnen in South Bend (Indiana).

## Schriften (Auswahl)
- Mit Nathan O. Hatch: The Bible in America: essays in cultural history, Oxford University Press, New York 1982.
- Eerdmans’ handbook to Christianity in America. Eerdmans, Grand Rapids 1983.
- Between Faith and Criticism; Evangelicals, Scholarship and The Bible In America. Harper and Row, 1986.
- One Nation Under God: Christian Faith and Political Action in America. HarperCollins, 1988.
- Religion and American Politics: From the Colonial Period to the 1980s. Oxford University Press, Oxford 1989.
- Enlightenment in the Era of Samuel Stanhope Smith. Princeton University Press, Princeton 1989.
- Princeton and the Republic, 1768–1822: The Search for Christian Religion and American politics: from the colonial period to the 1980s, Oxford University Press, New York 1990.
- A History of Christianity in the United States and Canada, Eerdmans, Grand Rapids 1992.
- The Scandal of the Evangelical Mind, Eerdmans, Grand Rapids 1994 und 2022, ISBN 978-0-80288-2042.
- Seasons of Grace, Baker, Grand Rapids 1997.
- Turning Points: Decisive Moments in the History of Christianity, Baker, Grand Rapids 1997.
- American Evangelical Christianity: An Introduction, Blackwell Publishing Limited, 2000.
- Protestants in America. Religion in American Life, Oxford University Press, Oxford 2000.
- The Old Religion in a New World: The History of North American Christianity, Eerdmans, Grand Rapids 2001 (nachträglich erschienene englische Originalausgabe).
  - Das Christentum in Nordamerika, Evangelische Verlagsanstalt, Leipzig 2000, ISBN 978-3-374-01814-7.
- God and Mammon: Protestants, Money, and the Market, 1790–1860, Oxford University Press, Oxford 2001.
- The Princeton Theology 1812–1921: Scripture, Science, and Theological Method from Archibald Alexander to Benjamin Breckinridge Warfield, Baker Academic, Grand Rapids 2001.
- America’s God: From Jonathan Edwards to Abraham Lincoln, Oxford University Press, Oxford 2002 und 2005, ISBN 978-0-19518-299-6.
- The Work We Have to Do: A History of Protestants in America, Oxford University Press, Oxford 2002.
- The Rise of Evangelicalism: The Age of Edwards, Whitefield, and the Wesleys. A History of Evangelicalism. InterVarsity Press, 2004 und 2018, ISBN 978-0-8308-2575-2.
- Mit Carolyn Nystrom: Is the Reformation Over? An Evangelical Assessment of Contemporary Roman Catholicism, Baker, Grand Rapids 2005.
- The Bible in American Public Life, 1860–2005, 2005.
- The King James Version of the Bible in American History, 2006.
- Christians in the American Revolution, Regent College Publishing, Vancouver 2006.
- The Civil War as a Theological Crisis, University of North Carolina Press, 2006 und 2015, ISBN 978-1-46962-181-4.
- Religion and American Politics: From the Colonial Period to the Present, Oxford University Press, New York 2007, 2. Auflage.
- What Happened to Christian Canada? Regent College Publishing, Vancouver 2007.
- God and Race in American Politics: A Short History, Princeton University Press, Princeton 2008 und 2010.
- The New Shape of World Christianity: How American Experience Reflects Global Faith, InterVarsity Press, Madison 2009.
- Mit Carolyn Nystrom: Clouds of Witnesses: Christian Voices from Africa and Asia, InterVarsity Press, Madison 2011, ISBN 978-0-8308-6861-2.
- Protestantism: A Very Short Introduction, Oxford University Press, Oxford 2011.
- Jesus Christ and the Life of the Mind. Eerdmans, Grand Rapids 2011.
- The New Shape of World Christianity. How American Experience Reflects Global Faith, IVP Academic, Madison 2013, ISBN 978-0-8308-3993-3.
- From Every Tribe and Nation: A Historian’s Discovery of the Global Christian Story, Baker Academic, Grand Rapids 2014.
- In The Beginning Was the Word: The Bible in American Public Life, 1492–1783. Oxford University Press, Oxford 2015, ISBN 978-0-19026-398-0.
- Mit George Marsden und David Bebbington: Evangelicals: Who they Have Been, Are Now, and Could Be, Eerdmans, Grand Rapids 2019.
- America's Book: The Rise and Decline of a Bible Civilization, 1794-1911, Oxford University Press, 2022.
- Turning Points. Decisive moments in the History of Christianity, Baker Academic, Grand Rapids 2022, ISBN 978-1-54096-488-5, 4. Auflage.
- C. S. Lewis in America: Readings and Reception, 1935–1947, IVP Academic, Madison 2023, ISBN 978-1-5140-0700-6.